# Adolpho Lindenberg
Adolpho Carlos Lindenberg (Cabo Frio, 12 de setembro de 1872 — 6 de dezembro de 1944) foi um médico, cientista e professor brasileiro. Radicado em São Paulo, dedicou-se ao estudo da dermatologia tropical, principalmente das micoses, tendo descrito um tipo de micetoma causado pelo fungo Actinomyces brasiliensis. Também se destacou no estudo da leishmaniose tegumentar americana, da hanseníase e do pênfigo foliáceo (fogo selvagem).
Concluídos os seus estudos em dermatologia na Europa, passando pela Alemanha, Áustria e França, mudou-se para São Paulo e fundou o serviço de dermatologia da Santa Casa de São Paulo, em 1907. Em 1916, foi nomeado professor catedrático de dermatologia da Faculdade de Medicina e Cirurgia de São Paulo (atual Faculdade de Medicina da Universidade de São Paulo). Foi seu diretor entre 1922 e 1924, tendo-se aposentado em 1929 por problemas de saúde. Foi membro e presidente da Sociedade de Medicina e Cirurgia de São Paulo, atual Academia de Medicina de São Paulo, cuja cadeira nº 22 lhe presta homenagem como patrono.